# Ikast FS
AZ Ikast FS, teljes nevén Ikast Forenede Sportsklubber egy dán labdarúgócsapat. A klubot 1935-ben alapították, jelenleg a harmadosztályban szerepel. 1999-ben egyesült a Herning Fremaddal, létrehozva az FC Midtjylland csapatát. Az Ikast jelenleg ennek a tartalékcsapata.
Legnagyobb sikere a kupadöntő volt, amit háromszor, 1986-ban, 1989-ben és 1997-ben sikerült elérnie.

## Ismertebb játékosok
- Rob McDonald (1987-88)
- Andy Pape (1981-82)
- Allan Bak Jensen
- Mickey Berg
- Mads Berg Sørensen
- Henning Boel (19?? - 1968, 197?-197?)
- Kasper Hjørngaard
- Martin Jungbloot
- Mads Overgaard
- Jeppe Qvist
- Kasper Rasmussen
- Jonas Piechnik
- Grzegorz Wiezik

## Külső hivatkozások
- (dánul) Hivatalos weboldal